# Costa del Garraf

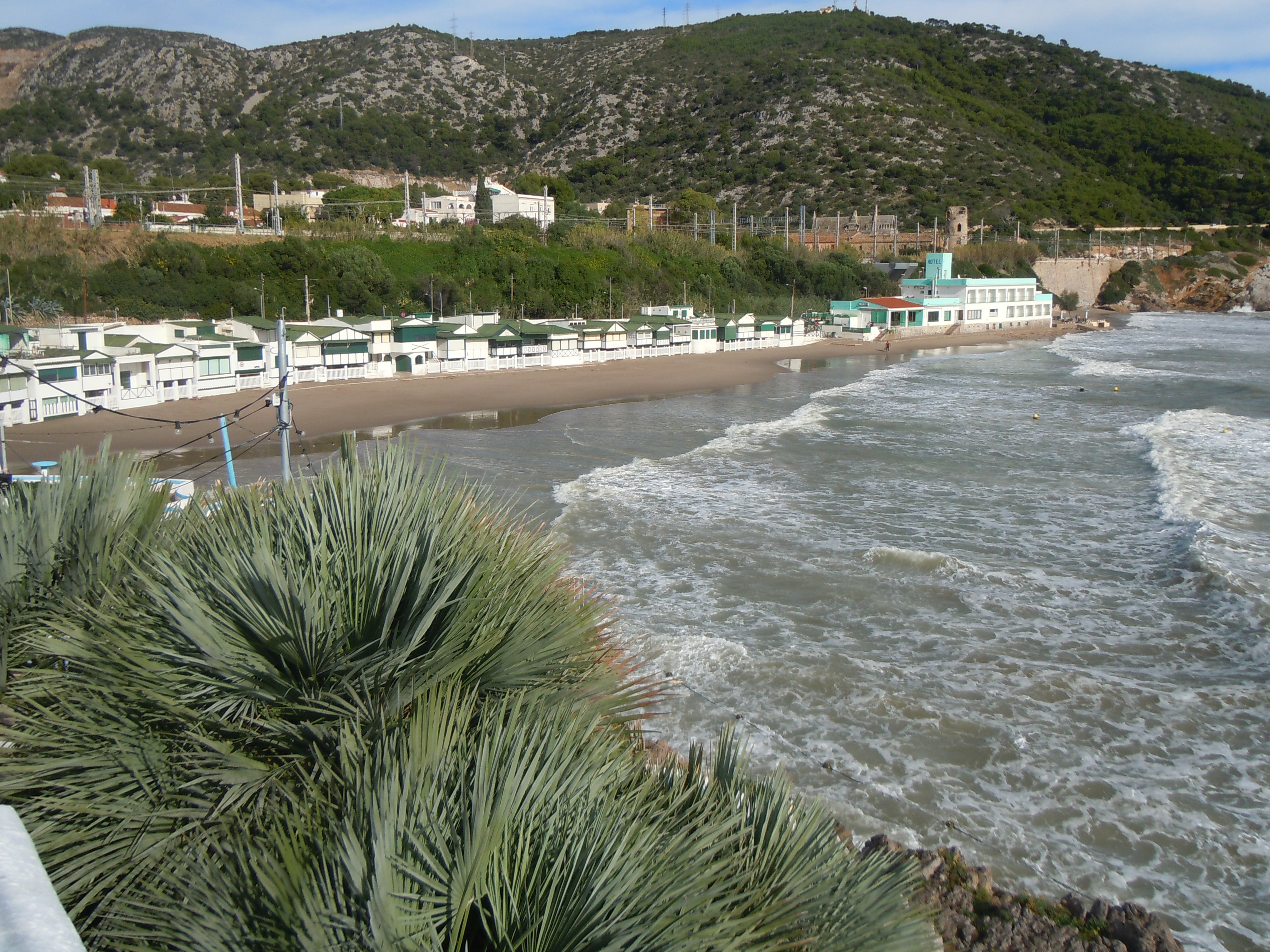
La playa del pueblo de Garraf, término de Sitges, al pie mismo del macizo del Garraf.

La costa del Garraf es la denominación turística de un tramo de la costa española del mar Mediterráneo que corresponde al litoral de las comarcas del Bajo Llobregat y del Garraf (provincia de Barcelona). Limita al norte con la Costa del Maresme (desde Barcelona) y al sur con la Costa Dorada. Su extensión comprende desde la desembocadura del río Llobregat hasta la del Foix. 
La costa es presidida por el macizo del Garraf en su parte central, que llega a la orilla del mar, y se suaviza hacia los extremos con playas arenosas y muy abiertas. Por el norte, llegando hasta el delta del Llobregat, donde están las instalaciones del Aeropuerto de Barcelona, y por el sur hacia las poblaciones de Sitges, Villanueva y Geltrú y Cubellas.
Las concurridas playas y calas de Costa del Garraf son solo uno de los reclamos turísticos. La diversidad de sus tierras (comarcas del Garraf y del Bajo Llobregat) permite disfrutar de espacios naturales como el parque natural del Garraf, villas de gran tradición turística como Sitges o Villanueva y Geltrú, un abanico de patrimonio de todas épocas (gótico, industrial, modernista) o las especialidades de vinos y cavas del Panadés.

## Litoral

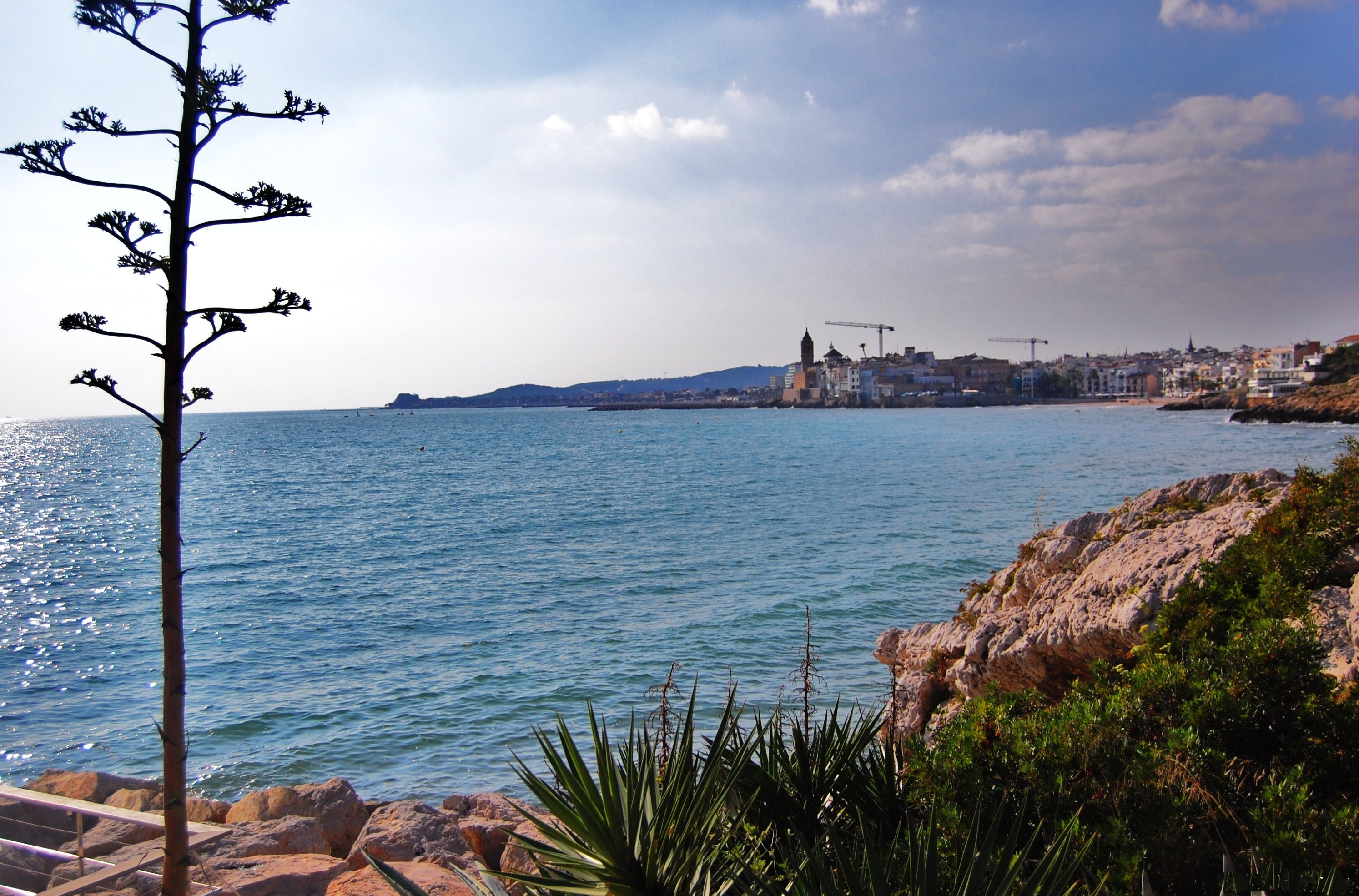
Costa del Garraf en Sitges

Desde inicios de siglo XX, visitantes de todo el mundo son atraídos por las playas de fina arena dorada y aguas tranquilas del Garraf. La más oriental, en la comarca del Bajo Llobregat, se encuentra en el arenal de Castelldefels, entre los espacios protegidos del Delta del Llobregat y el macizo del Garraf. 
Toma el relevo la playa de les Botigues, situada justo al inicio de la línea de acantilados del macizo. Es territorio de calas al pie de las rocas. Sitges ofrece su perfil más conocido desde las playas urbanas, como las de Aiguadolç, San Sebastián, la Fragata, la Estanyol o Terramar. Sitges se ha erigido también como un destino de turismo LGBT de toda Europa, con multitud de bares, clubes, restaurantes y discotecas frecuentadas por el colectivo.
Villanueva y Geltrú y Cubellas también disfrutan de excelentes playas urbanas dotadas de todos los servicios. A ambos lados de Cubellas, además, se conservan líneas de litoral prácticamente vírgenes con zonas de humedales de gran biodiversidad.
La zona cuenta con una numerosa propuesta de actividades náuticas (cursos de vela, surf, kayak, etc.) gracias al Canal Olímpico y el club náutico de Castelldefels o la estación náutica de Villanueva y Geltrú. Los puertos deportivos de Garraf, Aiguadolç y Puerto Retama en Sitges completan la oferta lúdica del litoral.

## Naturaleza

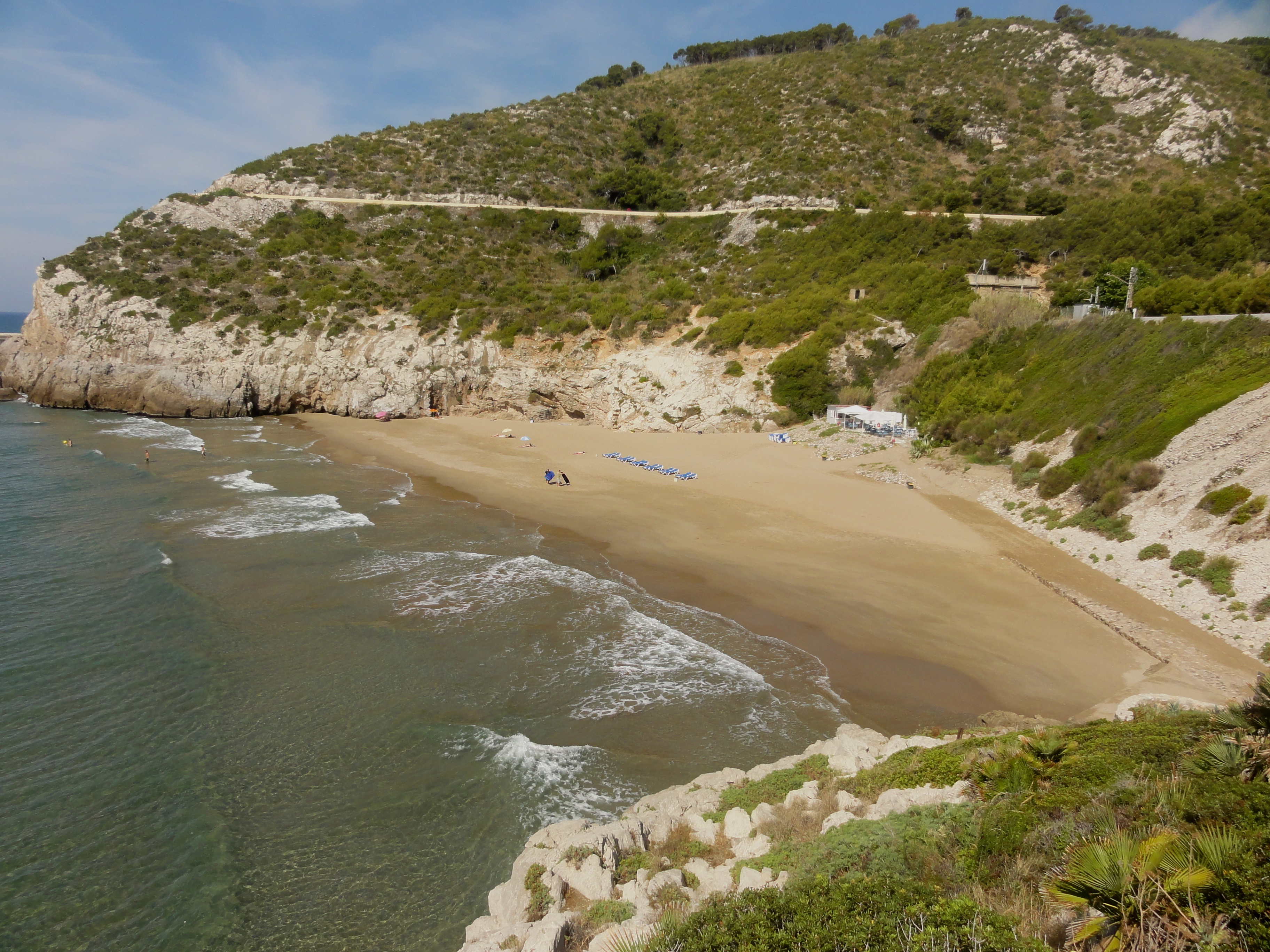
Cala Morisca, en la Costa del Garraf.

El parque natural del Garraf tiene más de 12 000 hectáreas de paisajes áridos y rocosos. La erosión del agua y el viento sobre los materiales calcáreos que lo conforman ha creado un amplio sistema de cuevas. Las condiciones climáticas han determinado la flora y la fauna del parque, como el águila perdicera o la tortuga mediterránea. 
El Parque de Olèrdola, contiene un paisaje muy parecido al del macizo y  destaca el conjunto monumental de Olérdola, desde donde se observa la costa y las llanuras del Panadés y Noya. El Parque del Foix es punto de reunión de aves y ejemplo de zona húmeda en una zona fundamentalmente seca. La Reserva Natural del Delta del Llobregat preserva algunas zonas de los antiguos humedales. La presión humana ha restringido la presencia de áreas húmedas a algunas lagunas cerca del mar, como la del Remolar-Filipinas y su punto de observación de aves.

## Historia y patrimonio
La comarca del Garraf presume de dos villas de gran interés turístico. Sitges es destino de turismo cultural y cosmopolita desde que Santiago Rusiñol la eligió como punto de encuentro de artistas modernistas y construyó su casa-taller, la Madriguera Ferrat. Construcciones de interés son el conjunto Maricel, los jardines de Terramar, el baluarte Vidal y Quadras o la iglesia de San Bartomeu y Santa Tecla, símbolo de la ciudad. 
Mar y cultura también son los atractivos principales de Vilanova i la Geltrú. Posee uno de los principales puertos pesqueros catalanes, un faro que acoge el Museo del Mar y un paseo marítimo con una excelente arquitectura. 
El Bajo Llobregat conserva restos de antiguos asentamientos, como las Minas Prehistóricas de Gavá o las termas romanas de San Baudilio. La original Cripta de Antoni Gaudí a la Colonia Güell (Santa Coloma de Cervelló) es la construcción modernista más relevante. Sobresale también el patrimonio industrial de la comarca, con ejemplos como la fábrica de cerámica Pujol y Bausis de Esplugas o el Museo Agbar de las Aguas en Cornellá de Llobregat.

## Cultura
Cada otoño se celebra el Festival de Cine de Sitges, uno de los principales eventos del cine español.

## Gastronomía
Los famosos vinos y cavas con denominación de origen elaborados en el Panadés son el producto estrella de la costa. Su importancia se extiende más allá de la gastronomía, puesto que las rutas para descubrir las cavas, las viñas y en general todo aquello relacionado con la cultura del vino han dado lugar al llamado enoturismo.

## Playas con bandera azul

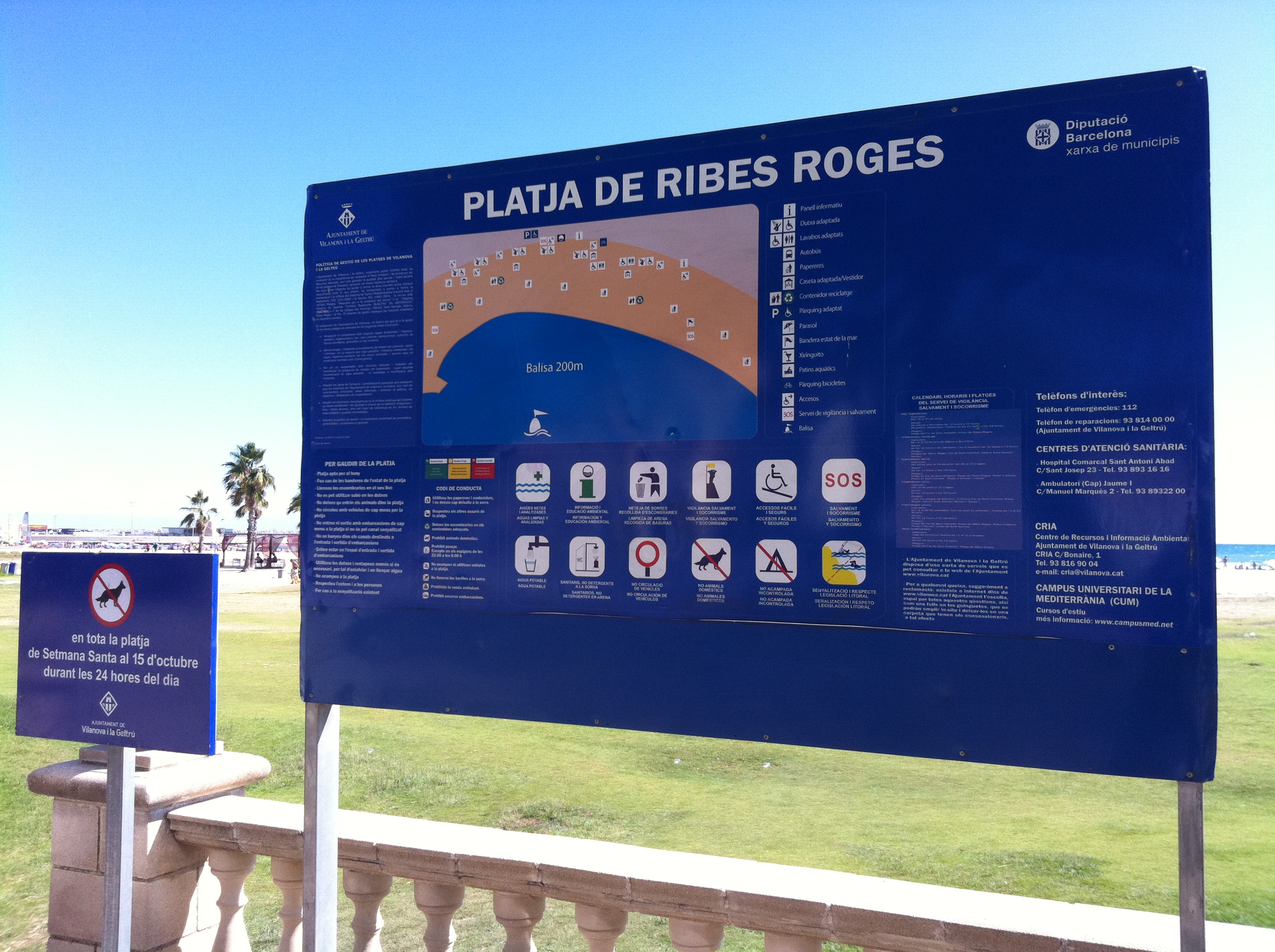
Playa de Ribes Roges en Villanueva y Geltrú.

Las siguientes playas y puertos de la costa del Garraf obtuvieron la categoría de Bandera Azul en 2012, de norte a sur:
- Playa del Prat (El Prat de Llobregat)
- Gavà Mar (Gavá)
- Playa de Castelldefels (Castelldefels)
- Playa de Ribes Roges (Villanueva y Geltrú)
- Playa de Adarró (Villanueva y Geltrú)
- Playa de Sant Gervasi (Villanueva y Geltrú)
- Playa Llarga (Cubellas)